# Hesarur, Savanur
Hesarur là một làng thuộc tehsil Savanur, huyện Haveri, bang Karnataka, Ấn Độ.